# Mermessus avius
Mermessus avius là một loài nhện trong họ Linyphiidae.
Loài này thuộc chi Mermessus. Mermessus avius được Alfred Frank Millidge miêu tả năm 1987.